# Calendario tuareg
Por calendario tuareg se entiende el conjunto del conocimiento tradicional relativo a la subdivisión del tiempo en la cultura nómada del Sahara de estirpe tuareg. Como ocurre con el llamado calendario bereber de la región más al norte, también en esta vasta área se observa la presencia de dos tradiciones principales, una referente al año solar (conectada con el calendario juliano, pero con numerosos elementos autóctonos) y otra referente al año islámico, con su ritmo ligado a la lunación y no al ciclo solar.

## El año solar
Generalmente, el año solar se basa no tanto en el calendario juliano en uso sobre todo tras los bereberes del Norte (que es conocido también en el Sahara, por ejemplo entre los Kel Adagh: 1 yunayr, 2 febrayr, 3 maris, 4 ibril, 5 maya, 6 yunyuh, 7 yulyuh, 8 ghushet, 9 shutamber, 10 ektuber, 11 nuwamber, 12 dujamber), como sobre todo en la subdivisión dependiente de las condiciones meteorológicas y de la posición de las distintas constelaciones en el cielo.
Es importante el reparto en “estaciones”, que, por otra parte, presenta diferencias y similitudes de una región a otra. Así, en el norte del Sáhara, las estaciones recuerdan mucho a las del calendario juliano: 
- tafsit "primavera" (época de las primeras cosechas, 15 fôrâr [28 de febrero]-14 mayyu [27 de mayo])
- ewilan "verano" (15 mayyu [28 de mayo] -14 ghusshet [27 de agosto])
- amewan "otoño" (época de cosecha y plantación, 15 ghusshet [28 de agosto]-14 wânber [27 de noviembre])
- tagerest "invierno" (estación fría y de escasez de alimento, 15 wânber [28 de noviembre]-14 fôrâr [27 de febrero])

En cambio, en la región del Sahel (sur del Sáhara), las "estaciones", de duración menos regular, y a menudo "desfasadas" al depender de la latitud y de la altitud, son:
- tagrest "estación fría" (de finales de octubre a finales de enero)
- awelan "estación cálida y seca" (4-5 meses, de febrero a fines de junio)
- yel o 'akasa "estación de la lluvia" (la más breve, entre julio-agosto y septiembre)
- gharat "estación cálida" (entre septiembre y octubre)

Tagrest es la primera estación de este "calendario". Se inicia a finales de octubre, y se sitúa en el grupo de Arturo (atri n talomt "estrella de la camella"), considerada la "cabeza" de la constelación de la camella, el resto de la cual, coincidente con la Osa Mayor, ha hecho su propia aparición, poco a poco, en la estación precedente: primero las dos estrellas que constituyen las piernas de atrás, luego las anteriores, por último las tres estrellas de las vértebras del cuello ( el “timón” del Carro). 
La estación cálida y seca, awelan, comienza entre febrero y marzo: normalmente, el inicio está caracterizado por la aparición de las pléyades (en tuareg shet ehod "la hija de la noche"). Durante este periodo, la camella tiene la cabeza baja. Al tiempo que la “cabeza” se levanta, los tuaregs comienzan a escrutar el cielo: se acerca la estación de las lluvias.
La reaparición de las pléyades, hacia el fin de junio, señala la llegada de la lluvia. Se inicia la estación favorable de yel, durante la cual surgirán también Amanar (Orión), su perro (Sirio) y, sobre todo, ghusshet (Canopo).
La siguiente estación, gharat, se caracteriza por la progresiva aparición de todas las estrellas de la "camella", que tardan alrededor de un mes y medio en aparecer todas. La aparición de la última estrella, la "cabeza", señala de nuevo el inicio del tagrest.

## El año islámico
También cerca de los tuaregs, como cerca de los bereberes del norte, los meses del calendario islámico poseen, al lado de una denominación en árabe (dialectal), un nombre autóctono, que no es a veces la “simple traducción” o “explicación” del nombre árabe (por ejemplo: "junio para el Ramadán"), sino que parece remitir a una denominación de los meses de un calendario antiguo (de época preislámica y, probablemente, incluso prerromana).
|    | Nombre árabe                | Nombre tuareg del Ahaggar                     | Nombre tuareg de los Iwellimmidden             | Nombre tuareg del Adagh                        |
| 1  | muḥàrram, cashura           | tamessedeq "el diezmo religioso" (H)          | shi n dufän "el del hueso" (W)                 | tamessedeq "el diezmo religioso"               |
| 2  | sàfar                       | tallit settefet "mes negro"                   | tallit settefet "mes negro"                    | tayort ta tezzarat "primer general" (D)        |
| 3  | rebìc al-àwl                | tallit ereghet"mes amarillo (de oro)"         | awjim azzarän "primer cachorro de la gacela"   | tayort ta teshrit"segundo general" (D)         |
| 4  | rebìc et-tàni               | awhim wa yezzaren "primer cachorro de gacela" | awjim wa s esshin "segundo cachorro de gacela" | azim wa s zzaran "primer cachorro de gacela"   |
| 5  | jemmad l-ùla                | awhim wa ilkemen "segundo cachorro de gacela" | awjim wa s kerad "tercer cachorro de gacela"   | azim wa n ammas "cachorro de gacela del medio" |
| 6  | jemmad et-tani              | sarat "?"                                     | batta (tellit n sarat) "?"                     | azim wa s kerad "tercer cachorro de gacela"    |
| 7  | ràjab (shacban awl H)       | tin tneslemin "el de la religión"             | shi n teneslemin "el del religioso"            | tinamegharén "los que leen"                    |
| 8  | shacban (shacban et-tani H) | amezzihel "el que corre"                      | tegg ezum "(la que) ayuna"                     | gyenfo "el reposo"                             |
| 9  | ramadàn                     | azum' "el ayuno"                              | shi n uzum' "el del ayuno"                     | azum' "el ayuno"                               |
| 10 | shawwàl                     | tasesé' "la bebida"                           | téssé' "la bebida"                             | tesassé ta tezzarat "la primera bebida"        |
| 11 | dhu l-qàcda                 | ger muhden "entre las (dos) plegarias"        | ger mudän' "entre los (dos) ayunos"            | tesassé ta teshriyt "la segunda bebida"        |
| 12 | dhu l-hìjja                 | tafaské "el sacrificio del 'âid"              | tefaské "fiesta del sacrificio"                | tisabdar / tabaské "fiesta del sacrificio"     |

Entre las denominaciones "transparentes", se señalan las relativas al mes que precede y al que sigue al “ramadán”: "el que corre" (muy deprisa y lleva rápidamente al ayuno) / "el reposo" (es decir, la '"espera" por el ayuno), y "la bebida" (libremente: el mayor sacrificio del mes del ramadán no es tanto abstenerse del alimento como de la bebida).
Entre las denominaciones “arcaicas” se observan meses como "el mes negro" o "el mes de oro", y "el cachorro de gacela" (primero, segundo y tercero), que tienen su analogía en el calendario bereber arcaico revelado en manuscritos medievales. "El cachorro de gacela" es también el nombre tuareg de una estrella próxima a Sirio que tiene un papel relevante en las constelaciones tuareg).